# Isabel Albertina de Anhalt-Dessau
Isabel Albertina de Anhalt-Dessau (em alemão:  Elisabeth Albertine; Cölln an der Spree, 1 de maio de 1665 — Dessau, 5 de outubro de 1706) foi uma princesa de Anhalt-Dessau por nascimento, abadessa de Herford, e posteriormente, duquesa consorte de Saxe-Weissenfels-Barby e condessa de Barby pelo seu casamento com Henrique de Saxe-Weisselfels.

## Família
Henriqueta Amália foi a terceira filha e quarta criança nascida do príncipe João Jorge II de Anhalt-Dessau e da princesa Henriqueta Catarina de Orange-Nassau. Os seus avós paternos eram o príncipe João Casimiro de Anhalt-Dessau e a condessa Inês de Hesse-Cassel. Os seus avós maternos eram o estatuder Frederico Henrique, Príncipe de Orange e a condessa Amália de Solms-Braunfels.
Ela teve nove irmãos, entre eles: Henriqueta Amália, esposa de Henrique Casimiro II de Nassau-Dietz; Frederico Casimiro, príncipe-herdeiro de Anhalt-Dessau; Leopoldo I de Anhalt-Dessau, marido de Ana Luísa Föhse; Joana Guilhermina, esposa do marquês Filipe Guilherme de Brandemburgo-Schwedt, etc.

## Biografia

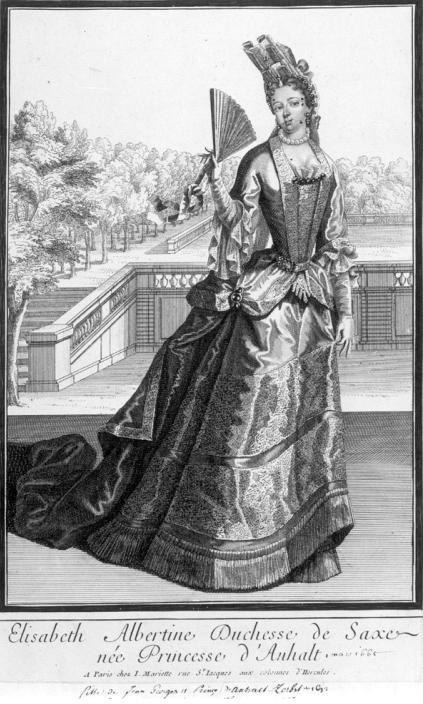
Isabel como duquesa.

Em 1680, graças a sugestão de seu pai, Isabel Albertina, com apenas quinze anos de idade, foi escolhida para ser abadessa-princesa da Abadia de Herford, parte do Ducado da Saxônia, com o nome de Isabel IV, assegurando dessa forma o apoio do prelado do Colégio Imperial do Reno. 
Seis anos depois, em 30 de março de 1686, a princesa casou-se com Henrique de Saxe-Weissenfels, filho do duque Augusto de Saxe-Weissenfels e de Ana Maria de Mecklemburgo-Schwerin. Ela tinha vinte e um anos de idade, e ele, vinte e nove.
A duquesa morreu em 5 de outubro de 1706, após complicações no parto, aos 41 anos de idade. Ela foi enterrada em Barby.

## Descendência
O casal teve cinco filhos:
- João Augusto de Saxe-Weissenfels-Barby (28 de julho de 1687 - 22 de janeiro de 1688), príncipe hereditário de Saxe-Weissenfels-Barby;
- João Augusto II de Saxe-Weissenfels-Barby (24 de julho de 1689 - 21 de outubro de 1689), príncipe hereditário de Saxe-Weissenfels-Barby;
- Frederico Henrique de Saxe-Weissenfels-Barby (2 de julho de 1692 - 21 de novembro de 1771), príncipe hereditário de Saxe-Weissenfels-Barby. Não se casou e nem teve filhos;
- Jorge Alberto de Saxe-Weissenfels (abril de 1695 - 12 de junho de 1739), foi o último conde de Barby.  Foi marido de Augusta Luísa de Württemberg-Oels. Sem descendência;
- Henriqueta Maria de Saxe-Weissenfels (1 de março de 1697 - 10 de agosto de 1719), não se casou e nem teve filhos.